# Ermita del Calvari d'Atzeneta del Maestrat
L'Ermita del Calvari d'Atzeneta del Maestrat, a la comarca de l'Alt Maestrat (País Valencià), és un edifici religiós ubicat al carrer homònim, als afores del municipi.
Està reconeguda com a Bé de Rellevància Local segons la Disposició Addicional Cinquena de la Llei 5/2007, de 9 de febrer, de la Generalitat Valenciana, de modificació de la Llei 4/1998, d'11 de juny, del Patrimoni Cultural Valencià (DOCV Núm. 5.449 / 13/02/2007), presentant com a codi identificador el 12.04.001-007.

## Descripció històrica-artística
L'ermita se situa en el calvari, a la sortida del municipi, on se situen les catorze estacions del Viacrucis, representades en retaules ceràmics, que són encara els originals.
L'ermita és una senzilla construcció neogòtica. Presenta una façana principal asimètrica, amb una obertura única al centre en forma d'arc apuntat, i es poden observar a banda i banda sengles columnes rematades amb agulles punxegudes.
Poca cosa destacable en el seu interior, excepte les imatges modernes del Crist crucificat i de la Dolorosa.